# Rally di Germania 2012
Il Rally di Germania, che si è corso dal 24 al 26 agosto, è stato il nono della stagione 2012 e ha registrato la vittoria di Sébastien Loeb.

## Risultati

### Classifica
| Pos         | Pilota              | Co-pilota            | Auto                          | Tempo     | Distacco | Punti    |
| Generale    | Generale            | Generale             | Generale                      | Generale  | Generale | Generale |
| ----------- | ------------------- | -------------------- | ----------------------------- | --------- | -------- | -------- |
| 1.          | Sébastien Loeb      | Daniel Elena         | Citroën DS3 WRC               | 3:41:52.4 | 0.000    | 28       |
| 2.          | Jari-Matti Latvala  | Miikka Anttila       | Ford Fiesta RS WRC            | 3:43:52.5 | 2:00.1   | 18       |
| 3.          | Mikko Hirvonen      | Jarmo Lehtinen       | Citroën DS3 WRC               | 3:44:23.8 | 2:31.4   | 17       |
| 4.          | Mads Østberg        | Jonas Andersson      | Ford Fiesta RS WRC            | 3:45:16.8 | 3:24.4   | 12       |
| 5.          | Chris Atkinson      | Stéphane Prevot      | Mini John Cooper Works WRC    | 3:51:02.8 | 9:10.4   | 10       |
| 6.          | Sébastien Ogier     | Julien Ingrassia     | Škoda Fabia S2000             | 3:51:43.2 | 9:50.8   | 8        |
| 7.          | Andreas Mikkelsen   | Ola Fløene           | Škoda Fabia S2000             | 3:54:15.1 | 12:22.7  | 7        |
| 8.          | Nasser Al-Attiyah   | Giovanni Bernacchini | Citroën DS3 WRC               | 3:54:42.8 | 12:50.4  | 4        |
| 9.          | Dani Sordo          | Carlos del Barrio    | Mini John Cooper Works WRC    | 3:56:09.7 | 14:17.3  | 2        |
| 10.         | Mathieu Arzeno      | Renaud Jamoul        | Peugeot 207 S2000             | 3:57:12.1 | 15:20.1  | 1        |
| PWRC        |                     |                      |                               |           |          |          |
| 1.          | Michał Kościuszko   | Maciej Szczepaniak   | Mitsubishi Lancer Evolution X | 4:08:35.4 | 0.000    | 25       |
| 2.          | Benito Guerra       | Borja Rozada         | Mitsubishi Lancer Evolution X | 4:10:35.9 | 2:00.5   | 18       |
| 3.          | Marcos Ligato       | Ruben Garcia         | Subaru Impreza WRX STI        | 4:18:37.2 | 10:01.8  | 15       |
| 4.          | Ricardo Triviño     | Àlex Haro            | Subaru Impreza WRX STI        | 4:24:10.5 | 15:35.1  | 12       |
| 5.          | Nicolás Fuchs       | Fernando Mussano     | Subaru Impreza WRX STI        | 4:26:19.0 | 17:43.6  | 10       |
| 6.          | Subhan Aksa         | Jeff Judd            | Mitsubishi Lancer Evolution X | 4:35:35.0 | 23:59.6  | 8        |
| WRC Academy |                     |                      |                               |           |          |          |
| 1.          | Elfyn Evans         | Philip Pugh          | Ford Fiesta R2                | 1:34:34.2 | 0.000    | 25       |
| 2.          | José Antonio Suárez | Cándido Carrera      | Ford Fiesta R2                | 1:34:44.1 | 0:09.9   | 18       |
| 3.          | Brendan Reeves      | Rhianon Smyth        | Ford Fiesta R2                | 1:35:29.3 | 0:55.1   | 15       |
| 4.          | Alastair Fisher     | Daniel Barritt       | Ford Fiesta R2                | 1:36:05.3 | 1:31.1   | 12       |
| 5.          | John MacCrone       | Stuart Loudon        | Ford Fiesta R2                | 1:36:07.6 | 1:33.4   | 10       |
| 6.          | Timo van der Marel  | Erwin Berkhof        | Ford Fiesta R2                | 1:36:30.9 | 1:56.7   | 8        |

### Prove speciali
| Frazione               | Prova | Ora   | Nome                                   | Lunghezza | Vincitore          | Tempo   | V. media    | Leader del rally |
| ---------------------- | ----- | ----- | -------------------------------------- | --------- | ------------------ | ------- | ----------- | ---------------- |
| Frazione 1 (24 agosto) | PS1   | 10:48 | Mittelmosel 1                          | 24.90km   | Sébastien Loeb     | 14:42.9 | 101.53 km/h | Sébastien Loeb   |
| Frazione 1 (24 agosto) | PS2   | 11:36 | Moselland 1                            | 22.79km   | Sébastien Loeb     | 14:19.7 | 95.43 km/h  | Sébastien Loeb   |
| Frazione 1 (24 agosto) | PS3   | 12:29 | Grafschaft 1                           | 21.23km   | Sébastien Loeb     | 12:19.5 | 103.35 km/h | Sébastien Loeb   |
| Frazione 1 (24 agosto) | PS4   | 16:17 | Mittelmosel 2                          | 24.90km   | Jari-Matti Latvala | 14:31.7 | 102.83 km/h | Sébastien Loeb   |
| Frazione 1 (24 agosto) | PS5   | 17:05 | Moselland 2                            | 22.79km   | Sébastien Loeb     | 14:09.9 | 96.53 km/h  | Sébastien Loeb   |
| Frazione 1 (24 agosto) | PS6   | 17:58 | Grafschaft 2                           | 21.23km   | Jari-Matti Latvala | 12:12.2 | 104.38 km/h | Sébastien Loeb   |
| Frazione 2 (25 agosto) | PS7   | 7:58  | Stein and Wein 1                       | 26.54km   | Sébastien Loeb     | 15:25.2 | 103.27 km/h | Sébastien Loeb   |
| Frazione 2 (25 agosto) | PS8   | 9:01  | Peterberg 1                            | 9.37km    | Dani Sordo         | 5:51.3  | 96.02 km/h  | Sébastien Loeb   |
| Frazione 2 (25 agosto) | PS9   | 10:57 | Arena Panzerplatte 1                   | 46.54km   | Sébastien Loeb     | 27:31.9 | 101.43 km/h | Sébastien Loeb   |
| Frazione 2 (25 agosto) | PS10  | 14:48 | Stein and Wein 2                       | 26.54km   | Ott Tänak          | 15:12.1 | 104.75 km/h | Sébastien Loeb   |
| Frazione 2 (25 agosto) | PS11  | 15:51 | Peterberg 2                            | 9.37km    | Ott Tänak          | 5:31.5  | 101.76 km/h | Sébastien Loeb   |
| Frazione 2 (25 agosto) | PS12  | 17:47 | Arena Panzerplatte 2                   | 46.54km   | Sébastien Loeb     | 26:54.0 | 103.80 km/h | Sébastien Loeb   |
| Frazione 3 (26 agosto) | PS13  | 9:13  | Dhrontal 1                             | 30.76km   | Sébastien Loeb     | 19:45.6 | 93.44km/h   | Sébastien Loeb   |
| Frazione 3 (26 agosto) | PS14  | 11:36 | Dhrontal 2                             | 30.76km   | Petter Solberg     | 19:40.3 | 93.84km/h   | Sébastien Loeb   |
| Frazione 3 (26 agosto) | PS15  | 13:21 | SSS Circus Maximus Trier (Power Stage) | 4.37km    | Sébastien Loeb     | 3:24.8  | 77.11km/h   | Sébastien Loeb   |

### Power Stage
| Pos | #  | Pilota            | Co-pilota      | Auto              | Classe     | Tempo  | Distacco | V. media  | Punti |
| --- | -- | ----------------- | -------------- | ----------------- | ---------- | ------ | -------- | --------- | ----- |
| 1   | 1  | Sébastien Loeb    | Daniel Elena   | Citroën DS3 WRC   | WRC        | 3:24.8 | 0.000    | 77.11km/h | 3     |
| 2   | 2  | Mikko Hirvonen    | Jarmo Lehtinen | Citroën DS3 WRC   | WRC        | 3:27.0 | 2.2      | 76.00km/h | 2     |
| 3   | 23 | Andreas Mikkelsen | Ola Fløene     | Škoda Fabia S2000 | Super 2000 | 3:31.7 | 6.9      | 74.55km/h | 1     |

## Classifiche Mondiali

### Piloti
| Pos | Pilota                   | Punti |
| --- | ------------------------ | ----- |
| 1   | Sébastien Loeb           | 199   |
| 2   | Mikko Hirvonen           | 145   |
| 3   | Petter Solberg           | 104   |
| 4   | Mads Østberg             | 102   |
| 5   | Jari-Matti Latvala       | 87    |
| 6   | Evgeny Novikov           | 55    |
| 7   | Martin Prokop            | 38    |
| 8   | Thierry Neuville         | 32    |
| 9   | Dani Sordo               | 31    |
| 10  | Sébastien Ogier          | 31    |
| 11  | Nasser Al-Attiyah        | 28    |
| 12  | Ott Tänak                | 26    |
| 13  | Armindo Araújo           | 11    |
| 14  | Chris Atkinson           | 10    |
| 15  | François Delecour        | 8     |
| 16  | Dennis Kuipers           | 8     |
| 17  | Andreas Mikkelsen        | 7     |
| 18  | Pierre Campana           | 6     |
| 19  | Henning Solberg          | 6     |
| 20  | Matti Rantanen           | 6     |
| 21  | Jari Ketomaa             | 6     |
| 22  | Yazeed Al-Rahji          | 4     |
| 23  | Patrik Sandell           | 4     |
| 24  | Ken Block                | 4     |
| 23  | Eyvind Brynildsen        | 1     |
| 24  | Ricardo Triviño          | 1     |
| 25  | Peter van Merksteijn Jr. | 1     |
| 26  | Abdulaziz Al-Kuwari      | 1     |
| 27  | Manfred Stohl            | 1     |
| 28  | Mathieu Arzeno           | 1     |

### Costruttori
| Pos | Team                                  | Punti |
| --- | ------------------------------------- | ----- |
| 1   | Citroën Total World Rally Team        | 320   |
| 2   | Ford World Rally Team                 | 197   |
| 3   | M-Sport Stobart Ford World Rally Team | 115   |
| 4   | Qatar World Rally Team                | 59    |
| 5   | Citroën Junior World Rally Team       | 54    |
| 6   | Adapta World Rally Team               | 49    |
| 7   | Mini WRC Team                         | 26    |
| 8   | Brazil World Rally Team               | 20    |

### Piloti P-WRC
| Pos | Pilota            | Punti |
| --- | ----------------- | ----- |
| 1   | Benito Guerra     | 80    |
| 2   | Michał Kościuszko | 65    |
| 3   | Valeriy Gorban    | 58    |
| 4   | Marcos Ligato     | 52    |
| 5   | Suban Aksa        | 50    |
| 6   | Nicolás Fuchs     | 46    |
| 7   | Ricardo Triviño   | 42    |
| 8   | Louise Cook       | 34    |
| 9   | Gianluca Linari   | 32    |
| 10  | Lorenzo Bertelli  | 14    |
| 11  | Rodrigo Salgado   | 10    |
| 12  | Ezequiel Campos   | 8     |
| 13  | Ramona Karlsson   | 8     |

### Piloti WRC Academy
| Pos | Pilota                | Punti |
| --- | --------------------- | ----- |
| 1   | Elfyn Evans           | 98    |
| 2   | Brendan Reeves        | 63    |
| 3   | Alastair Fisher       | 53    |
| 4   | Jose Antonio Suarez   | 52    |
| 5   | Pontus Tidemand       | 49    |
| 6   | John MacCrone         | 42    |
| 7   | Timo van der Marel    | 31    |
| 8   | Christopher Duplessis | 16    |
| 9   | Fredrik Ahlin         | 11    |
| 10  | João Silva            | 10    |
| 11  | Martin Koči           | 6     |
| 12  | Ashley Haigh-Smith    | 4     |